# Mindert Hepkema
Mindert Evert Hepkema (Nijehaske, 4 oktober 1881 – Leeuwarden, 29 juli 1947) was een Nederlandse sportbestuurder. Hij was in 1909 de oprichter van de Vereniging De Friesche Elf Steden.

## Biografie

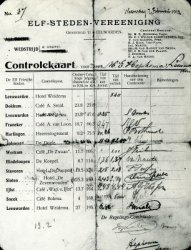
Controlekaart van Hepkema, Elfstedentocht 1912

Mindert Hepkema was een zoon van de Heerenveense uitgever Jacob Hepkema, de oprichter van Hepkema's Courant. Hij doorliep het gymnasium in Leeuwarden en studeerde rechten aan de Universiteit van Leiden. Na zijn promotie in 1904 startte hij een advocatenkantoor in Leeuwarden.
Vanaf zijn jeugd was Hepkema een enthousiast sportbeoefenaar. Hij was actief als wielrenner en schaatser en was linksback in het eerste elftal van voetbalclub Frisia. Uit onvrede en frustratie met De Friesche IJsbond, die op 2 januari 1909 de eerste Elfstedentocht had georganiseerd, richtte Hepkema op 15 januari 1909 de Vereniging De Friesche Elf Steden op. Omdat de eerste tocht enkele dagen vervroegd was, was Hepkema, die halsoverkop uit het Duitse Hamburg was teruggekeerd, te laat met inschrijven en kon hij niet deelnemen. Hepkema was tot zijn dood in 1947 de voorzitter van De Friesche Elf Steden. Onder zijn verantwoordelijkheid werden acht tochten georganiseerd. In de tweede Elfstedentocht (1912) eindigde Hepkema als negende. Bij de derde Elfstedentocht in 1917 werd Hepkema 29e, op bijna zeven uur van winnaar Coen de Koning. Materiaalpech had hem veel tijdverlies opgeleverd.
Na het overlijden van zijn broer Tjebbo in 1929 nam Hepkema het directeurschap op zich van het Nieuwsblad van Friesland (voorheen Hepkema's Courant) en het Leeuwarder Nieuwsblad. Later was hij tevens Deken van de Orde van Advocaten in Friesland. 
Hepkema overleed op 65-jarige leeftijd in zijn woning in Leeuwarden aan difterie. Hij werd op 1 augustus 1947 begraven in het familiegraf op de begraafplaats in Oudeschoot.
In april 2020 verscheen een vuistdikke biografie van Mark Hilberts over Mindert Hepkema, ISBN 9789082205244.  

## Resultaten
| jaar | Elfstedentocht |
| ---- | -------------- |
| 1912 | 9e             |
| 1917 | 29e            |